# Dennenrookwants
De dennenrookwants (Rhyparochromus pini) is een wants uit de onderfamilie Rhyparochrominae en uit de familie bodemwantsen (Lygaeidae).
De onderfamilie Rhyparochrominae wordt ook weleens als een zelfstandige familie Rhyparochromidae gezien in een superfamilie Lygaeoidea. Lygaeidae is conform de indeling van bijvoorbeeld het Nederlands Soortenregister.

## Uiterlijk
De dennenrookwants is 6,8 tot 8,1 mm lang. Ze hebben een langwerpig lichaam met lange poten. De kop, het schildje (scutellum), de antennes en poten zijn zwart. De voorkant van het halsschild (pronotum) is zwart, terwijl het achterste deel bruin is. De voorvleugels zijn bruin met een donkere vlek en een donker vleugelmembraan (doorzichtig deel van de voorvleugels). Hij lijkt veel op de gewone rookwants (Rhyparochromus vulgaris), maar is in het algemeen donkerder gekleurd en mist aan de zijkant van het halsschild (pronotum) een witte driehoekige vlek, die de gewone rookwants wel heeft.

## Verspreiding en habitat
De soort komt voor in Europa, met uitzondering van het Hoge Noorden. Naar het oosten reikt het verspreidingsgebied tot in Siberië, Centraal-Azië en China. Hij leeft op open halfschaduwrijke plekken en is sterk verbonden met coniferen.

## Leefwijze
De snel lopende wantsen leven polyfaag van de zaden van vele plantensoorten en houden zich voornamelijk op de bodem op. De imago's overwinteren onder losse schors of in dood hout en zijn vaak alweer vroeg actief (februari of maart). In het voorjaar worden de eieren apart gelegd in het bladstrooisel of in de bodem. De nimfen worden van mei tot augustus gevonden.